# Берн (Сома)
Берн (фр. Bernes) насеље је и општина у североисточној Француској у региону Пикардија, у департману Сома која припада префектури Перон.
По подацима из 2011. године у општини је живело 315 становника, а густина насељености је износила 41,39 становника/km². Општина се простире на површини од 7,61 km². Налази се на средњој надморској висини од 115 метара (максималној 114 m, а минималној 77 m).

## Демографија
| 1962. | 1968. | 1975. | 1982. | 1990. | 1999. | 2011. |
| ----- | ----- | ----- | ----- | ----- | ----- | ----- |
| 315   | 321   | 277   | 306   | 349   | 331   | 315   |

График промене броја становника у току последњих година